# International Alliance of Research Universities
La International Alliance of Research Universities (IARU) fue creada en enero del 2006 como un hilo conductor de la cooperación del entramado de 10 Universidades Internacionales con unas intensas actividades de investigación. En su fundación los presidentes de todas ellas eligieron al profesor Ian Chubb Vicerrector de la Universidad Nacional de Australia como el presidente por el periodo de 2006-07. 
Sus miembros son:
- Universidad Nacional de Australia
- ETH Zúrich
- Universidad Nacional de Singapur
- Universidad de Pekín
- Universidad de California, Berkeley
- Universidad de Cambridge
- Universidad de Copenhague
- Universidad de Oxford
- Universidad de Tokio
- Universidad Yale